# Mariupol
Mariupol (în ucraineană: Марiуполь, în rusă: Мариуполь) este un oraș  în sud-estul Ucrainei, din regiunea Donețk, port pe țărmul de nord al mării Azov. Între 1948 și 1989 s-a numit Jdanov. Este situat de-a lungul gurilor râurilor Kalmius și Kalcik, la 10 km de Marea Azov. Orașul a fost fondat în 1778 sub numele de Pavlovsk, pe locul unei foste tabere de cazaci. A fost redenumit în Mariupol („orașul Mariei”, de la „Mariu” = Maria  + „pol” = oraș) în 1779 în onoarea Mariei Fiodorovna, a doua soție a țarului Pavel I al Rusiei. În 1780, populația orașului a crescut considerabil după ce un număr mare de greci din Peninsula Crimeea au fost strămutați aici. În 1882 orașul a fost legat de calea ferată din bazinul Donețului (Donbas) și a devenit un port important în Donbas. Orașul a fost redenumit în Jdanov în 1948 în cinstea lui Andrei Aleksandrovici Jdanov, decedat în  1948, un funcționar de rang înalt al Partidului Comunist care s-a născut acolo. Numele anterior al orașului, Mariupol, a fost restabilit în 1989. În martie 2014, Rusia a anexat ilegal republica autonomă ucraineană Crimeea și a pus la cale o revoltă separatistă în Donețk.  Pe 13 aprilie 2014, separatiștii pro-ruși susținuți de ruși, în încercarea de a lega pe uscat Rusia și Crimeea ocupată, au preluat controlul asupra Mariupolului și l-au inclus în așa-numita lor „Republică Populară Donețk”. După lupte grele, Mariupol a fost eliberat de batalioanele de voluntari ucraineni (în special Batalionul Azov) pe 13 iunie 2014. Orașul a fost asediat în timpul invaziei ruse a Ucrainei în 2022, luptele de stradă au fost intense, iar trupele ruse au bombardat fără discernământ zonele civile, o mare parte din oraș fiind distrus;  Mariupol a fost apărat de regimentul Azov, pușcași marini ucraineni, brigăzi motorizate, o brigadă a Gărzii Naționale, baricadați în sisteme de tuneluri sub fabrica de oțel Azovstal. Mariupolul este un centru industrial important cu uzine mari de siderurgie (combinatul metalurgic Azovstal, Combinatul metalurgic Ilici), cocsochimice, construcții de mașini, fabrici alimentare. După Odesa, Mariupol este al doilea port maritim ca mărime din Ucraina și este baza unei flote de pescuit, iar un canal dragat duce în largul mării. Pe litoralul de lângă Mariupol se află o stațiune balneoclimaterică. Conform recensământului din 2001, în teritoriul subordonat consiliului orașului Mariupol locuiau 514.548 de persoane, dintre care 492.176 de persoane în orașul Mariupol, din care 48,7% erau ucraineni, 44,4% ruși, 4,3% greci, 0,8% bieloruși, 0,2% armeni, 0,2% evrei, 0,2% bulgari, 1,2% alte naționalități.

## Istorie
Originile Mariupolului datează de la începutul secolului al XVI-lea, când a fost construită cetatea cazacilor Domaha pe locul fostei colonii venețiano-genoveze Adomaha. În 1611 Domaha a devenit centrul palăncii cazacilor zaporojeni Kalmius. În 1734, pe lângă cetatea Kalmius a apărut o așezare învecinată Kalmius, mai mare, unde a fost construită Biserica Sfântul Nicolae (1754; rămășițele ei de piatră pot fi văzute pe malul drept mai înalt al râului Kalmius, la nord-est de Piața Eliberării). În campania lor din 1768, tătarii din Crimeea au cucerit cetatea și așezarea învecinată Kalmius.
Când Rusia a anexat teritoriul în 1775 și l-a inclus în gubernia Azov, cetatea și așezarea cu biserica sa au fost reconstruite de cazacii zaporojeni (care au fost apoi strămutați lângă râul Vovcea în 1778) și au fost redenumite în Pavlovsk. În locul cazacilor au fost aduși în Pavlovsk și în vecinătatea sa greci ortodocși din Crimeea (unii vorbeau greaca pontică, alții vorbeau turca –limba tătarilor din Crimeea). Grecii au numit satele din apropiere după numele locurilor de unde veniseră din Crimeea (de ex. Manguș, Sartana, Starîi Krîm, Ialta) și au inaugurat biserica grecească construită de cazaci.
În 1780, Pavlovsk a fost redenumit în Mariupol („orașul Mariei”, de la cuvântul „Mari” = Maria  + „u”  + greaca „polis” = oraș)  în onoarea Mariei Fiodorovna, a doua soție a țarului Pavel I al Rusiei.. A crescut importanța pescuitului, prelucrării peștelui și a comerțului. La sfârșitul secolului al XIX-lea, Mariupolul s-a dezvoltat ca port maritim al bazinului Donețk. În 1882 a fost legat de Donețk de o cale ferată, iar în 1886–1889 a fost construit portul comercial. Principalele mărfuri exportate erau cărbunele și cerealele. În 1900 prin port se transporta 1 milion de tone de marfă, iar tonajul s-a dublat în următorul deceniu.
La răscrucea secolelor au fost construite o uzină de țevi și două uzine metalurgice (uzina Nikopol în 1897 de către oamenii de afaceri americani Rothstein și Smith și uzina Providență Rusă («Русский Провиданс») în 1899 de către o companie belgiană). Accesul facil la materii prime, forța de muncă și portul pentru export au fost principalele atracții pentru investitori. De atunci industria grea a orașului s-a dezvoltat rapid. În 1919 cele două uzine metalurgice au fost unite într-una singură, iar în 1924 bolșevicii au numit-o Ilici, după Vladimir Ilici Lenin. La sfârșitul anilor 1920 portul a fost mărit pentru a transporta producția industrială crescută din bazinului Donețk,  Uzina metalurgică Azovstal din Mariupol, una dintre cele mai mari din Uniunea Republicilor Sovietice Socialiste, a fost construită în 1933 pe malul stâng al râului Kalmius cu un port propriu pentru transbordarea minereului de fier din Peninsula Kerci din Crimeea. Mariupolul a devenit, după Bazinul Donețk (Donbas) și regiunea industrială Dnipropetrovsk, al treilea centru ca mărime al industriei grele din Ucraina. A atras mulți muncitori și a servit, de asemenea, ca punct de refugiu pentru țăranii ucraineni în timpul Holodomorului (genocidului prin înfometare) din 1932-1933. 
Din 1892 până în 1897 populația Mariupolului aproape s-a dublat, de la 17.000 la 31.100. După limba maternă, în 1897, majoritatea (63%) era vorbitori de rusă, urmați de idiș (15%), ucraineană (10%), greacă (5%), turcă (3%) și tătară (1%). La începutul Primului Război Mondial, populația orașului a crescut la 54.000. Revoluția rusă din 1917 și războiul civil au redus populația la 30.000 în 1921. După restabilirea păcii populația orașului a ajuns la 41.300 în 1926 și a devenit mai diversă, cuprinzând după etnie 35,2% ruși, 32,9% ucraineni, 17,8% evrei și 10,1% greci. Guvernul sovietic a hotărât ca două raioane administrative din jurul Mariupolului, Manguș și Sartana, să fie raioane de naționalitate greacă (1926–1932) și a prevăzut ca învățământul să fie în limba greacă aici și în oraș. Învățământul în limba ucraineană a fost de asemenea permis până în 1934, odată cu înființarea în 1923 a uniunii literare, Clopotele Azovului («Дзвони Азов'я»), deschiderea școlilor cu predare în limba ucraineană și a ziarului, Iliceveț («Ильичевец») (1929).
În 1939, populația orașului ajunsese la 227.000 de locuitori. Orașul a suferit foarte mult în timpul celui de-al Doilea Război Mondial, iar populația sa a scăzut la 85.000 în 1943. Reconstrucția postbelică și dezvoltarea industrială au dus la creșterea rapidă a populației orașului: de la 283.600 în 1959 la 502.600 în 1979, atingând maximul de 529.000 în 1987. Declinul economic ulterior și îmbătrânirea populației au determinat o scădere accelerată a populației: 520.700 în 1994, 492.200 în 2001, 477.600 în 2007, 458.500 în 2014 și 437.000 în 2020. După ce Ucraina și-a câștigat independența, a avut loc o revigorare religioasă și o renaștere națională, privatizarea uzinelor și reînnoirea lor a dus la un anumit aflux de ucraineni din vestul Ucrainei în căutare locurilor de muncă. Compoziția etnică a orașului (în 2001) s-a schimbat în favoarea ucrainenilor (48,7%) față de ruși (44,4%), în timp ce numărul grecilor a continuat să scadă la 4,3% și evreilor la 0,2%, în principal prin asimilare și emigrare.
Pe 13 aprilie 2014, separatiștii pro-ruși au preluat controlul asupra Mariupolului și l-au inclus în așa-numita lor „Republică Populară Donețk”. După lupte grele, Mariupolul a fost eliberat de batalioanele de voluntari ucraineni (în special de Batalionul Azov) pe 13 iunie 2014. A devenit sediul Administrației regionale Donețk, evacuate din Donețk, dar frontul din apropiere și un atac terorist au obligat ca administrația regională să fie mutată într-un oraș mai sigur Kramatorsk. De asemenea, în Mariupol a avut loc o decomunizare semnificativă a numelor multor locuri și străzi în 2016.
Pe parcursul Invaziei Rusiei în Ucraina orașul a suferit daune semnificative. În prezent, orașul este controlat de Federația Rusă, ca parte a Republicii Populare Donețk

## Populație
Numărul populației - 492.176 (recensământul ucrainean din 2001). Apoi, s-a estimat că ea a ajuns la 461.810 (estimare în anul 2013).

## Industrie
Dezvoltarea industriei grele, două instalații mari de oțel ("Azovstal", "Illych"). Inginerie Mecanică (Uzina "Azovmaș"). Construcții navale. Fabrică de confecții. Produse lactate.

## Transportul
Mariupolul este bine dotat cu căi ferate, rutiere și aeriene. Totuși, de la izbucnirea ostilităților în 2014, transportul prin Donețk (atât feroviar, cât și rutier) și pe autostrada estică spre Novoazovskul ocupat și spre Federația Rusă au fost întrerupte de frontul activ din zonă. Aeroportul Internațional Mariupol, aflat la 30 km de front, a fost și el închis traficului aerian.
După Odesa, Mariupolul este al doilea port maritim ca mărime din Ucraina. Utilizarea spărgătoarelor de gheață îi permite să rămână deschis pe tot parcursul anului. Cunoscut ca „poarta oceanică a Donbasului”, prin portul Mariupol sunt exportate bunurile din Ucraina: metale, cereale, sare și mașini și importate mărfurile fabricate în Ucraina: minereu de fier, minereu de mangan și ciment. În perioada sovietică, importanța sa în traficul maritim a crescut odată cu construcția Canalului Volga–Don, care leagă Marea Azov cu Moscova și Marea Caspică. Anexarea Crimeei de către Rusia în 2014, construcția Podului Crimeea peste Strâmtoarea Kerci și ostilitățile din Marea Azov au redus însă transportul spre și dinspre Mariupol.

## Stațiunea balneară
După cel de-al Doilea Război Mondial, malul mării de lângă Mariupol a fost transformat într-o stațiune balneară specializată în climatoterapie și tratamentul cu nămol. Industria balneară a scăzut, mai ales din 2014, dar plajele sunt populare, mai ales în rândul populației locale.

## Poluarea orașului
După Krivoi Rog, Mariupolul este cel mai poluat oraș din Ucraina. În ultimii 15 ani, datorită unor măsuri speciale, emisiile industriale au fost reduse la jumătate. Industria grea a orașului rămâne principala sursă de poluare a Mării Azov.

## Cultură
Teatrul Dramatic. Muzee. Două universități de stat. Sanatoriul.

## Geografie
Râul Kalka se varsă în Râul Kalmius lângă Mariupol, ultimul se varsă apoi în Marea Azov.

## Personalități născute aici
- Andrei Jdanov (1896 - 1948), politician;
- Leonid Lukov (1909 - 1963), regizor sovietic;
- Viktor Bariahtar (1930 - 2020), fizician ucrainean;
- Dmitri Bobîșev (n. 1936), scriitor;
- Viaceslav Oliinîk (n. 1966), luptător.